# Mercedario
Le cerro Mercedario, en Argentine, est avec une altitude de 6 770 mètres le plus haut sommet de la cordillère de la Ramada et le huitième sommet  des Andes. Son origine est orogénique par plissement. Il est situé à une centaine de kilomètres au nord de l'Aconcagua, dans la province de San Juan (département de Calingasta), et à 12 km à l'est de la frontière chilienne.
Il n'est pas certain que l'altitude de cette montagne ait été correctement mesurée. Les chiffres donnés sont de 6 770 et 6 720 mètres, ce dernier chiffre paraissant plus juste (mesuré par Shuttle Radar Topography Mission, SRTM)[réf. nécessaire]. La proéminence de la montagne est de 3 333 mètres.

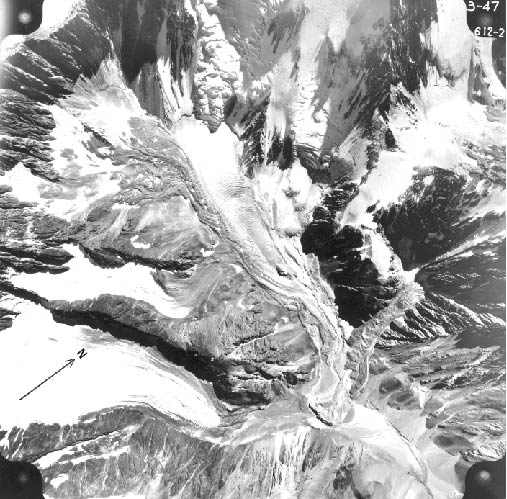
Photo aérienne des glaciers du côté sud-est du Mercedario.

## Histoire
Il est escaladé pour la première fois en 1934 par Adam Karpiński et Wiktor Ostrowski, membres d'une expédition d'andinistes polonais conduite par Konstanty Jodko-Narkiewicz (en).
En 1968, après plusieurs tentatives réalisées par les meilleurs grimpeurs argentins, une expédition japonaise conduite par Saburo Yoshida accomplit la première ascension par la face sud. En 1971, une expédition autrichienne conduite par Fritz Moravec et Othmar Kucera, font l'ascension par la face nord. En 1972, les Italiens Sergio Job Gino et Antonio Beorchia Nigris atteignent le sommet du Mercedario par la voie normale et découvrent des ruines incas juste en dessous du sommet. En janvier 1975, une expédition italienne, menée par Antonio Mastellaro fait l'ascension par la face est. En 1983, une petite expédition originaire de Gorizia réussit à traverser la crête sud-ouest, qui était considérée comme la voie la plus difficile de la montagne, et l'un des derniers problèmes d'alpinisme dans les Andes. Le 27 janvier, Mauro Collini, Sergio Figel, Mario Tavagnutti et Rudi Vittori atteignent le sommet.